# 枪声与钻石
《枪声与钻石》是由Zener Works开发、索尼电脑娱乐发行的一款危机谈判题材视觉小说冒险游戏，于2009年6月18日在PlayStation Portable平台发布。